# Derby Day
Derby Day – amerykański film z 1923 roku w reżyserii Roberta F. McGowana.